# Акоста, Келлин
Ке́ллин Кай Пе́рри-Ако́ста (англ. Kellyn Kai Perry-Acosta; род. 27 июля 1995, Плейно, Техас, США) — американский футболист, полузащитник клуба «Чикаго Файр» и сборной США.

## Клубная карьера
Акоста — воспитанник клуба «Даллас». 12 июля 2012 года клуб подписал с ним контракт по правилу доморощенного игрока, вступавший в силу в сезоне 2013. В MLS он дебютировал 3 августа 2013 года в матче против «Сиэтл Саундерс», заменив на 74-й минуте Зака Лойда. 1 июля 2015 года в матче Открытого кубка США против «Спортинга Канзас-Сити» Келлин забил свой первый гол за «Даллас». 18 июля в поединке против «Ди Си Юнайтед» он забил свой первый гол в MLS.
23 июля 2018 года Акоста был обменян в «Колорадо Рэпидз» на Доминика Баджи и место иностранного игрока. Свой дебют за «Рэпидз», 28 июля в матче против «Ди Си Юнайтед», он отметил голом.
14 января 2022 года Акоста был приобретён «Лос-Анджелесом» за $550 тыс. в общих распределительных средствах в 2022 году, $550 тыс. в 2023 году, дополнительные $400 тыс. в зависимости от достижения им определённых показателей и процент от суммы его будущего трансфера. За «Лос-Анджелес» он дебютировал 26 февраля в матче стартового тура сезона 2022 против «Колорадо Рэпидз». 24 апреля в матче против «Цинциннати» он забил свой первый гол за «Лос-Анджелес». По окончании сезона 2023 Акоста стал свободным агентом, но провёл переговоры с «Лос-Анджелесом» о новом контракте.
13 февраля 2024 года Акоста на правах свободного агента присоединился к «Чикаго Файр», подписав контракт до конца сезона 2026 с опцией продления на сезон 2027. За «Чикаго Файр» он дебютировал 24 февраля в матче стартового тура сезона 2024 против «Филадельфии Юнион», заменив Джердана Шакири на 73-й минуте.

## Международная карьера
В начале 2011 года в составе юношеской сборной США Келлин стал победителем юношеского чемпионата КОНКАКАФ на Ямайке. На турнире он сыграл в матчах против команд Кубы, Панамы и Сальвадора. Летом того же года Акоста выступал на юношеском чемпионате мира в Мексике. На турнире он принял участие в матчах против команд Чехии, Узбекистана, Германии и Новой Зеландии.
В 2013 году он в составе молодёжной сборной США принял участие в молодёжном чемпионате мира в Турции. На турнире он был запасным и на поле так и не вышел.
В 2015 году Келлин был включён в заявку на участие в молодёжном чемпионате КОНКАКАФ на Ямайке. На турнире он сыграл в матчах против молодёжных команд Гватемалы и Панамы.
В том же году в составе молодёжной сборной Акоста принял участие в молодёжном чемпионате мира в Новой Зеландии. На турнире он сыграл в матчах против команд Новой Зеландии, Мьянмы, Колумбии и Сербии.
31 января 2016 года в товарищеском матче против сборной Ирландии Акоста дебютировал за сборную США. 1 июля 2017 года в поединке против сборной Ганы Келлин забил свой первый гол за национальную команду.
В 2017 году Акоста стал обладателем Золотого кубка КОНКАКАФ. На турнире он сыграл в матчах против сборных Панамы, Мартиники, Сальвадора, Коста-Рики и Ямайки.
Акоста был включён в состав сборной на Золотой кубок КОНКАКАФ 2021.
По итогам 2021 года Акоста номинировался на звание футболиста года в США.
Акоста был включён в состав сборной на чемпионат мира 2022.

### Голы за сборную США
| #  | Дата            | Место                                      | Противник | Счёт | Результат | Соревнование      |
| -- | --------------- | ------------------------------------------ | --------- | ---- | --------- | ----------------- |
| 1. | 1 июля 2017     | Прэтт энд Уитни Стэдиум, Ист-Хартфорд, США | Гана      | 2:0  | 2:1       | Товарищеский матч |
| 2. | 11 октября 2018 | Реймонд Джеймс Стэдиум, Тампа, США         | Колумбия  | 2:1  | 2:4       | Товарищеский матч |

## Достижения
Командные
«Даллас»
- Обладатель Открытого кубка США: 2016
- Победитель регулярного чемпионата MLS: 2016

«Лос-Анджелес»
- Чемпион MLS (обладатель Кубка MLS): 2022
- Победитель регулярного чемпионата MLS: 2022

сборная США до 17 лет
- Победитель юношеского чемпионата КОНКАКАФ: 2011

сборная США
- Победитель Золотого кубка КОНКАКАФ: 2017, 2021
- Победитель Лиги наций КОНКАКАФ: 2019/20[60]

Личные
- Участник Матча всех звёзд MLS: 2016[61], 2017[62]